# 玉泉駅
玉泉駅（ぎょくせんえき）とは、中華人民共和国黒竜江省ハルビン市阿城区に位置する浜綏線の駅。

## 歴史
- 1903年　開業。

## 隣の駅
中華人民共和国鉄道部
浜綏線
亜溝駅 - 玉泉駅 - 白帽子駅

## 脚註
1. ↑  滨绥线上的明珠——玉泉站

座標: 北緯45度24分53秒 東経127度09分22秒 / 北緯45.4147度 東経127.1561度